# Епархия Хома-Бея
Епархия Хома-Бея (лат. Dioecesis Homa Bayensis) — епархия Римско-Католической Церкви с центром в городе Хома-Бей, Кения. Епархия Хома-Бея входит в митрополию Кисуму. Кафедральным собором епархии Хома-Бея является церковь святого Павла в городе Хома-Бей.

## История
18 октября 1993 года Римский папа Иоанн Павел II учредил епархию Хома-Бея, выделив её из епархии Кисии.

## Ординарии епархии
- епископ Linus Okok Okwach (18.10.1993 — 20.02.2002);
- епископ Philip Arnold Subira Anyolo (22.03.2003 — по настоящее время).

## Источник
- Annuario Pontificio, Libreria Editrice Vaticana, Città del Vaticano, 2003, ISBN 88-209-7422-3